# Klimaschrank

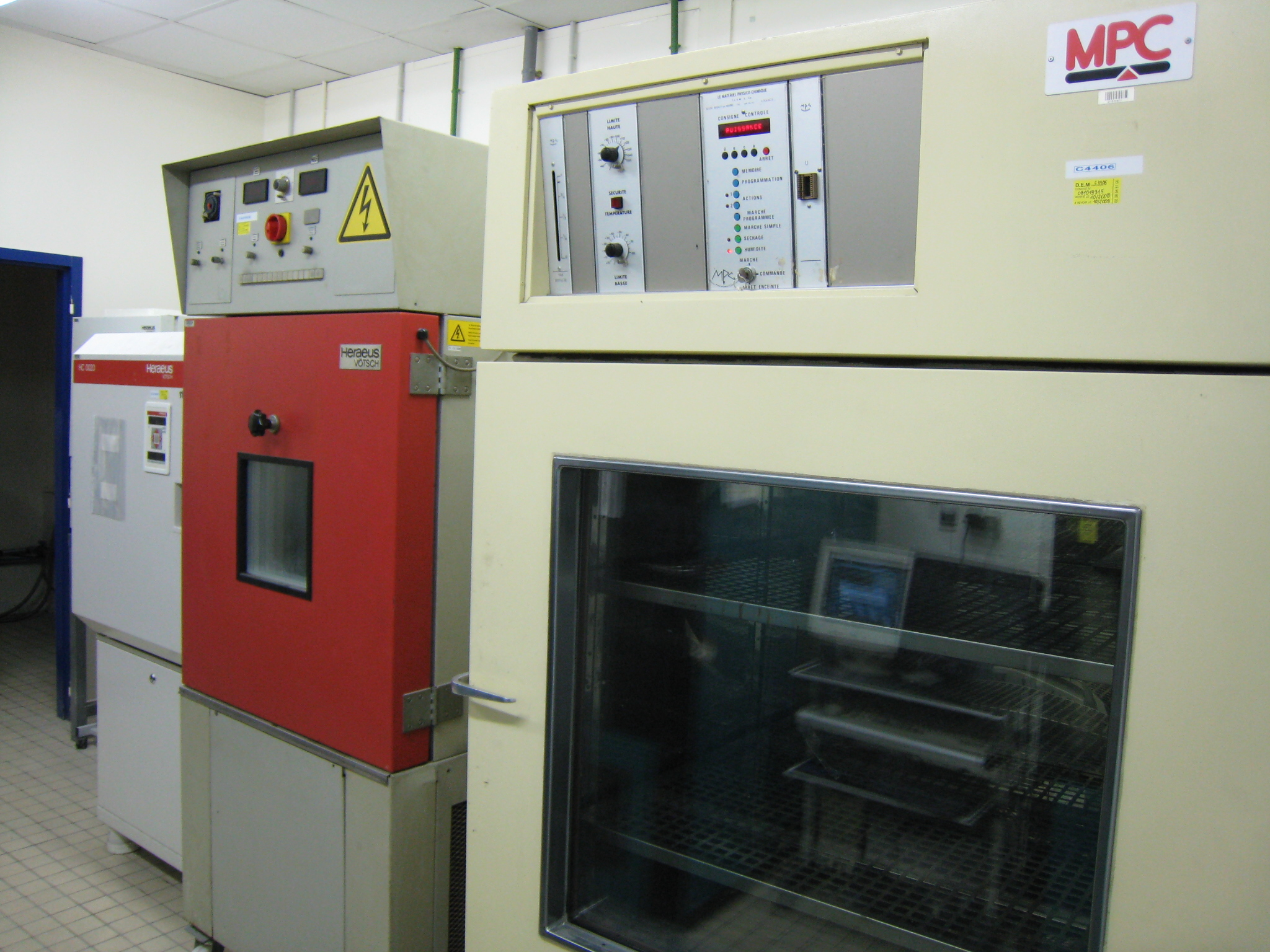
Klimaschrank mit einstellbarer Luftfeuchte und Temperatur

Ein Klimaschrank ist ein technisches Gerät in Schrankform zur Lagerung von z. B. Lebensmitteln oder Materialproben unter definierten Temperatur- und Feuchtebedingungen. Temperatur und Feuchte werden im Innenraum ständig mithilfe von Sensoren gemessen und elektronisch auf die eingestellten Sollbedingungen (bei der Temperatur auf 0,1 bis 1 Grad Celsius genau) geregelt. Die Heizung erfolgt meist mit Elektrowärme. Wird mittels Kompressionskältemaschine gekühlt, wird die definierte relative Luftfeuchtigkeit über aktive Befeuchtungssysteme (Verdampfer),  die Heißdampf in den Innenraum einleiten, erzeugt. Für Anwendungen wie zum Beispiel die Insektenzucht oder das Züchten von Proteinkristallen sind laufruhige und annähernd geräuschlose Klimaschränke erforderlich. Hier kommen oft Geräte, die mittels Peltier-Elementen beheizt oder gekühlt werden, zum Einsatz.
Klimaschränke sorgen für optimale Lagerungsverhältnisse bei unterschiedlichen Klimaeigenschaften und werden in Industrie, Handwerk und Forschung verwendet. Je nach Anforderung wird ein kühles oder warmes Klima geschaffen. So sind beispielsweise in Labors hohe Temperaturen erforderlich, um Nährböden mit Bakterien oder Krankheitserreger mit optimalem Klima zu versorgen. In Konditoreien sind geringere Temperaturen erforderlich, um Torten länger frisch zu halten. Klimaschränke werden auch für die Lagerung von Genussmitteln wie Wein oder Tabak, aber auch für die Lagerung von bestimmten Chemikalien und Lebensmitteln eingesetzt.
Weitere Einsatzgebiete in der Industrie sind die künstliche Alterung von Bauteilen und Komponenten unter Nachbildung verschärfter natürlicher Bedingungen.